# Piazza del Popolo (Cesena)
Náměstí Piazza del Popolo se nachází ve středu italského města Cesena a nabízí některé z nejzajímavějších pamětihodností města.
Uprostřed náměstí se nachází Masiniho fontána (Fontana del Masini). Na jižní straně náměstí je budova radnice (Palazzo Comunale), vedle ní potom Loggetta Veneziana a Rocchetta di Piazza, které byly postaveny v 15. století.
Kostel Sv. Anny a Sv. Jáchyma (Chiesa dei Santi Anna e Gioacchino) zabírá severní stranu náměstí.